# Tatort: Der Pott
Der Pott ist ein Fernsehfilm aus der Fernseh-Kriminalreihe Tatort der ARD und des ORF.
Der Film wurde vom WDR produziert und am 9. April 1989 zum ersten Mal gesendet. Er ist die 217. Folge der Tatort-Reihe, die 20. mit Kommissar Schimanski. Anlässlich des 40. Sendejubiläums des Duisburger Tatorts strahlte der WDR am 1. Februar 2022 eine in HD abgetastete und digital restaurierte Folge aus.

## Handlung
In einem Duisburger Stahlwerk wird mit einer Werksbesetzung gegen drohenden Arbeitsplatzabbau protestiert. Diese Aktion ist von der Gewerkschaft nicht legitimiert und wird von den Beschäftigten des Werks in Eigenregie durchgeführt. Die Bevölkerung unterstützt die Werksbesetzer mit Spenden, die bei einer Protestkundgebung im Werk öffentlich präsentiert werden sollen. Dieser „Pott“ mit mehr als einer halben Million Mark wird kurz vor dieser Präsentation bei einem Überfall geraubt. Der Streik steht damit vor dem finanziellen Aus.
Während Thanner seinen neuen Job bei einer Außenstelle des Bundeskriminalamtes in Bonn antritt, kümmert sich Schimanski um eine Leiche, die in einer Kleingartenanlage gefunden wurde, die in der Nähe einer Arbeitersiedlung in Duisburg-Hochfeld liegt, in der im Wesentlichen Familien der Stahlwerkarbeiter leben. Der Tote ist Günther Broegger, einer der Überfallenen im Stahlwerk. Erste Ermittlungen ergeben, dass Broegger offenbar ein zwielichtiger Charakter war. Die Obduktion der Leiche zeigt, dass es sich bei dem Mord um eine regelrechte Hinrichtung gehandelt haben muss.
Weil Thanner nach Bonn gewechselt ist, bekommt Schimanski Jo Wilms vom Raubdezernat als vorläufigen Partner zugeteilt, da dieser der zuständige Ermittler im Falle des geraubten Potts ist und die Fälle nun zusammengehören.

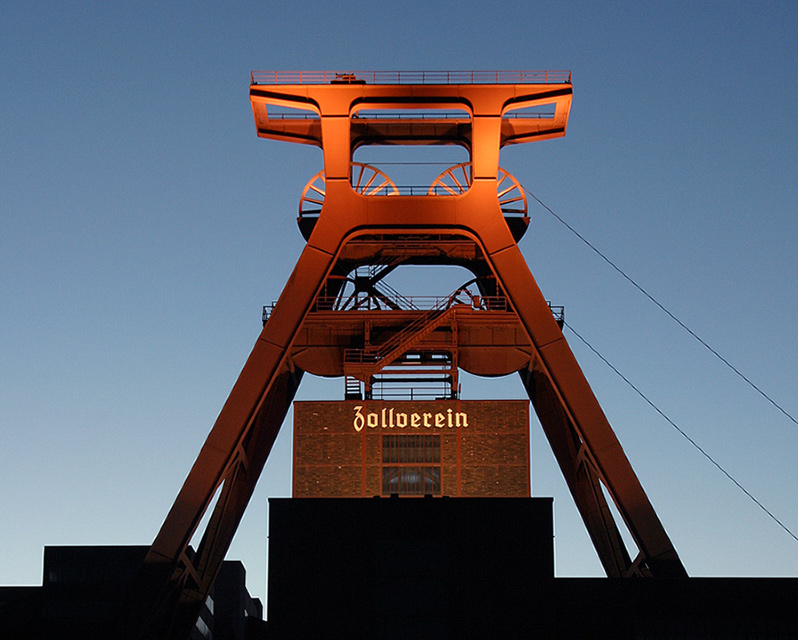
Fördergerüst der Zeche Zollverein in Essen, von dem Golonska seinen Kumpel Struppek wirft.

Im Verlaufe der weiteren Ermittlungen taucht immer wieder ein Mitglied der genannten BKA-Außenstelle im Umfeld der Streikenden auf, der sich auffällig für Broegger zu interessieren scheint. Außerdem überrascht Schimanski in Broeggers Wohnung die beiden Kleinkriminellen Struppek und Golonska, die offenbar irgendetwas gesucht haben. Struppek kann entkommen, und beide haben für den Mord an Broegger ein Alibi. Als Nächstes bittet Schimanski Thanner, in Bonn für ihn in der Sache zu recherchieren, da das BKA offenbar auch ein Interesse an dem Fall hat. Zwischenzeitlich bekommen die Streikenden Struppek in die Finger und wollen ihn zu einem Geständnis zwingen. Schimanski und Wilms lassen sich ins Werk schleusen und nehmen den bereits schwer verprügelten Struppek mit. Da er auch ein Alibi für den Überfall vorgibt, wird er zunächst laufengelassen. Bei der näheren Überprüfung des Alibis bricht dieses allerdings zusammen. Später will Struppek auspacken und wird von Golonska getötet. Da es hierfür keine Zeugen gibt, können Schimanski und Wilms ihm lediglich ein Geständnis des Diebstahls entlocken. Golonska sagt aus, dass Broegger die beiden Kleinkriminellen angeheuert hat, um den Überfall durchzuführen, was Schimanski kaum glauben kann, da Broegger immerhin Vertrauensmann der Belegschaft war.
Da das Motiv für den Mord an Broegger nun auf die halbe Million des Diebstahls hindeutet, soll in der Richtung der Streikenden ermittelt werden. Thanner informiert Schimanski, dass Broegger offensichtlich in einer vertraulichen Datenbank des BKA geführt wurde. Ein Kontoauszug führt Schimanski und Thanner zu einer Bank in Bonn, die Auskunft gibt, dass Broegger vom BKA regelmäßige Zahlungen erhielt; er war ein V-Mann des Bundeskriminalamtes, der zur Bespitzelung der Belegschaft bei Weststahl eingeschleust worden war. Der Pott befindet sich also in der Obhut des BKA. Außerdem ergibt sich, dass Kollege Wilms von dieser Verrätertätigkeit des Ermordeten gewusst haben muss, aus irgendeinem Grunde Schimanski diese Information aber vorenthalten hat.
Während Thanner aufgrund seiner Hilfestellung für Schimanskis Ermittlungen gefeuert wird und dabei erfährt, dass der Raub auf Broeggers eigene Initiative zustande kam, konfrontiert Schimanski Wilms mit seinem Verdacht, dass er der Mörder ist. Sie stellen den Mord nach, und Schimanski überprüft die Kugeln, die Wilms hierbei abgefeuert hat. Die kriminaltechnische Untersuchung ergibt, dass die Mordwaffe eine andere gewesen sein muss. Schimanski erinnert sich an eine Schießübung mit Wilms, bei der dieser heimlich die Waffen der beiden vertauscht hat. Schimanski lässt seine Waffe (die also eigentlich jene von Wilms ist) überprüfen, und es ist tatsächlich die Tatwaffe. Schließlich konfrontieren Schimanski und Thanner, der nach Duisburg zurückgekehrt ist, Wilms mit den Fakten. Er gibt den Mord zu und bezeichnet Broegger als Verräter. Als Wilms auf Thanner schießt, tötet Schimanski Wilms per Bauchschuss an der Stelle, an der sich der früher aus dem Stahlwerk entlassene Vater von Wilms erhängt hat. Es stellt sich heraus, dass Wilms dieses Erschießen vorgesehen hatte, damit die Werksbesetzer seine Lebensversicherung in Höhe von 700.000 Mark kassieren können. Der geraubte Pott ist allerdings verloren, da das BKA darauf besteht, Broeggers Tätigkeit geheim zu halten und das Geld nur an die Gewerkschaft zurückgeben will, welche die Werksbesetzung ablehnt.

## Hintergrund
Rio Reiser ist im Film auch als Darsteller zu sehen. Gleich zu Anfang spielt er mit seiner Band für die streikenden Arbeiter im Stahlwerk das Lied „Über Nacht“.
Die Idee zu der Handlung beruht auf einer Meldung im Magazin Der Spiegel Nr. 13 vom 27. März 1988, die zu Beginn der Episode wörtlich zitiert wird. Hierbei geht es um den – allerdings nie verwirklichten – Vorschlag, das Gewaltmonopol des Staates in Bezug auf Demonstrationen und Streiks teilweise in die Hände privater Sicherheitsdienste zu geben.
Miroslav Nemec ist seit 1991 für den Bayerischen Rundfunk und Sabine Postel war seit 1997 für Radio Bremen als Tatort-Kommissar zu sehen. Leonard Lansink spielt den Privatdetektiv Wilsberg in der ZDF-Serie Wilsberg.
Horst Lettenmayers Augen und sein Wegrennen sind im Vorspann jeder Tatort-Folge zu sehen.
Willi Thomczyk als Hugo Wilms war bereits in dem Schminanski-Tatort Grenzgänger als Zuhälter Udo „Bombe“ Blickel zu sehen.